# Stenus tristis
Stenus tristis är en skalbaggsart som beskrevs av Thomas Casey. Stenus tristis ingår i släktet Stenus och familjen kortvingar. Inga underarter finns listade i Catalogue of Life.